# ジョン・ラファエル・スミス
ジョン・ラファエル・スミス（John Raphael Smith、1751年 – 1812年3月2日）はイギリスの画家、版画家、版画出版者である。

## 略歴
ダービー生まれの風景画家、トーマス・スミスの息子に生まれた。ミドルネームは偉大な画家に因んでいる。兄のトーマス・コレッジョ・スミス(Thomas Corregio Smith:1743-1811)も画家になった。出版の商売をするために1767年にロンドンに出た。収入を補うためにミニチュア画も描いた。1868年に結婚した。
版画の仕事を始め、アメリカの肖像画家、ヘンリー・ベンブリッジ（Henry Benbridge）の原画によるパスカル・パオリのメゾチント版画で成功し、多くの画家の原画をもとにメゾチント版画で出版した。例えば有名なイギリスの肖像画家、ジョシュア・レノルズなどの人々の作品を版画作品にして出版した。出版物の挿絵なども製作した。
他の画家の原画による版画製作で成功した後、自らパステルや油絵の肖像画を描くようになった。
3度結婚し、子供には、パステル画家、ミニチュア画家となったエンマ・スミス、後にアメリカ合衆国へ移住した画家、版画製作者のジョン・ルーベンス・スミスがいる。

## 作品

### 肖像画・肖像版画

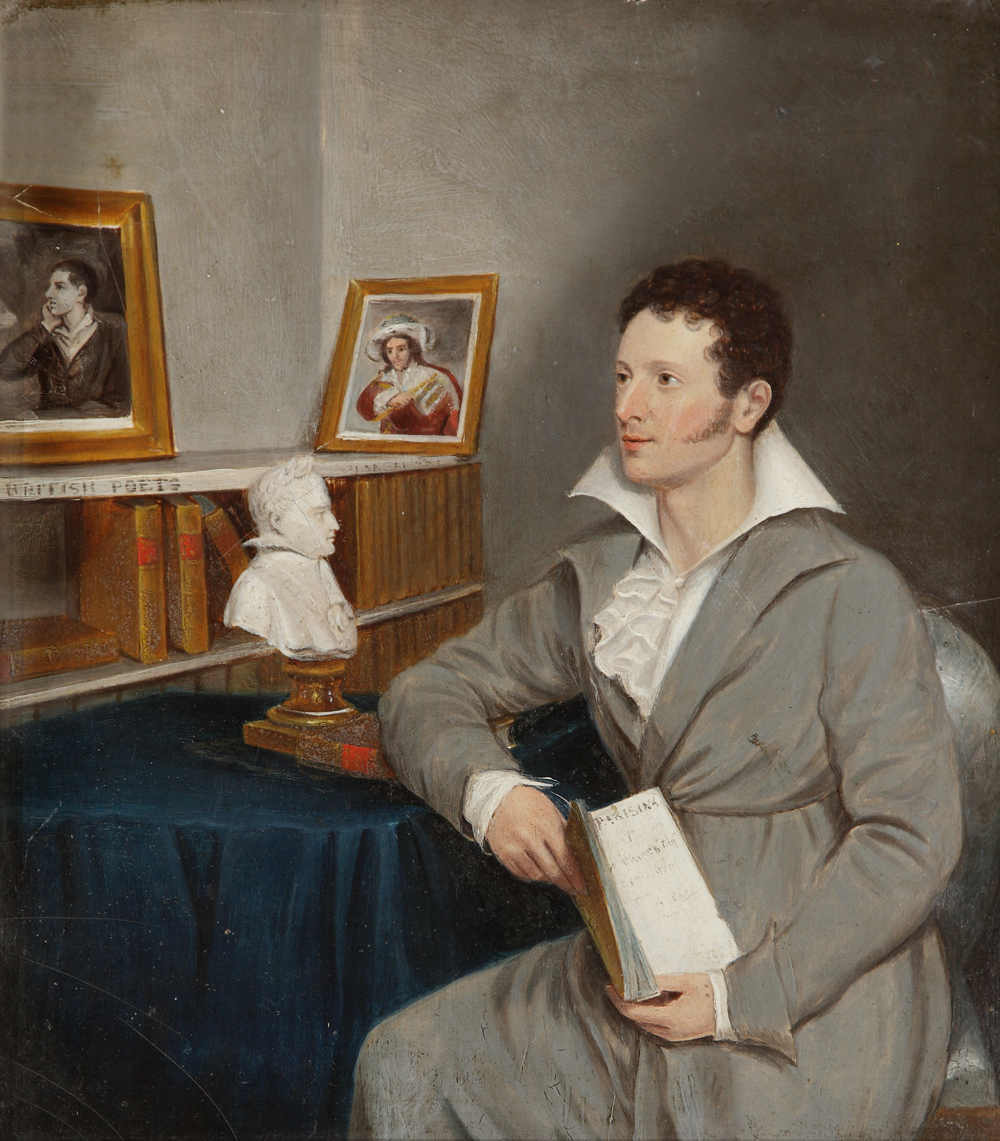
Douglas Kinnaird(銀行家)
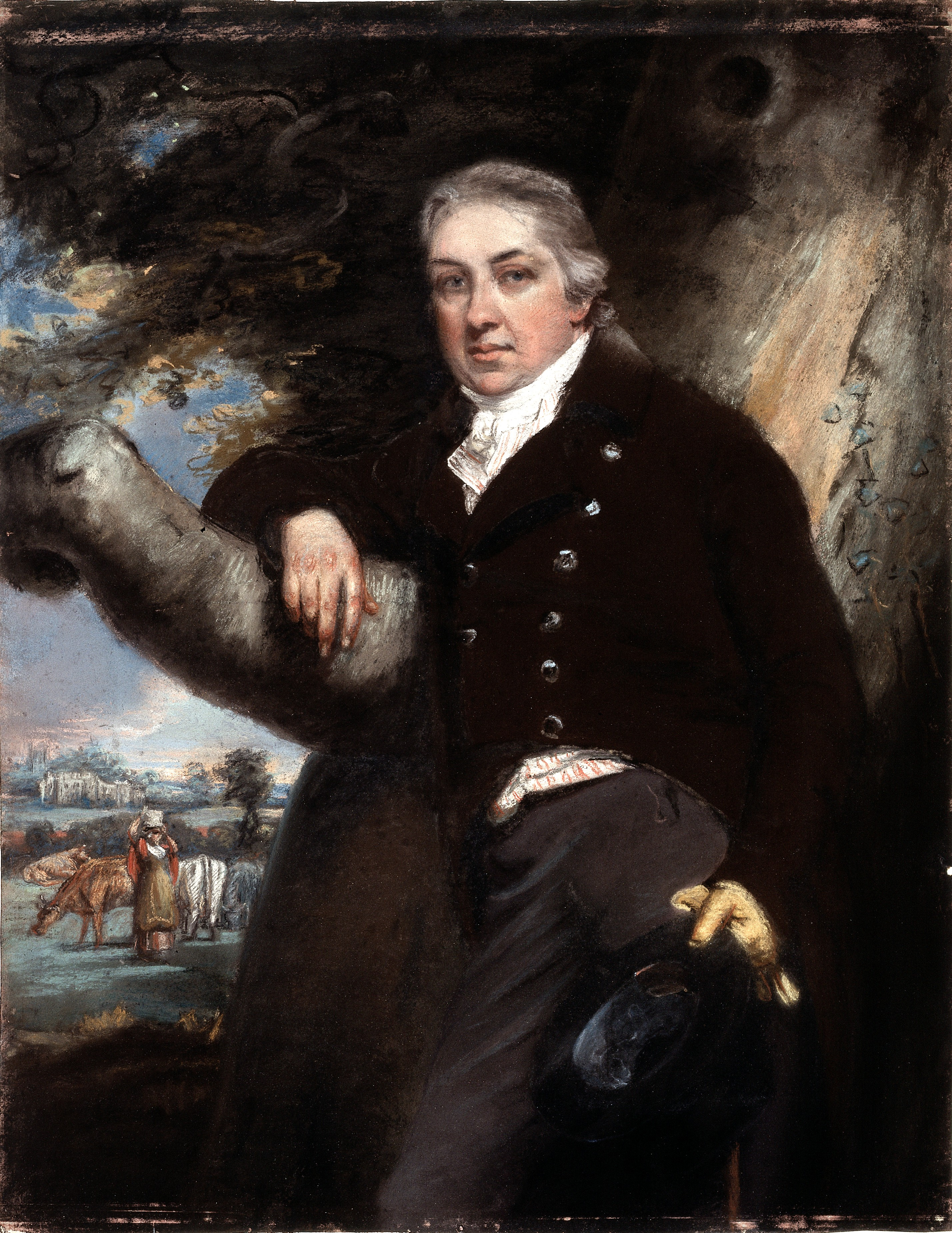
エドワード・ジェンナー
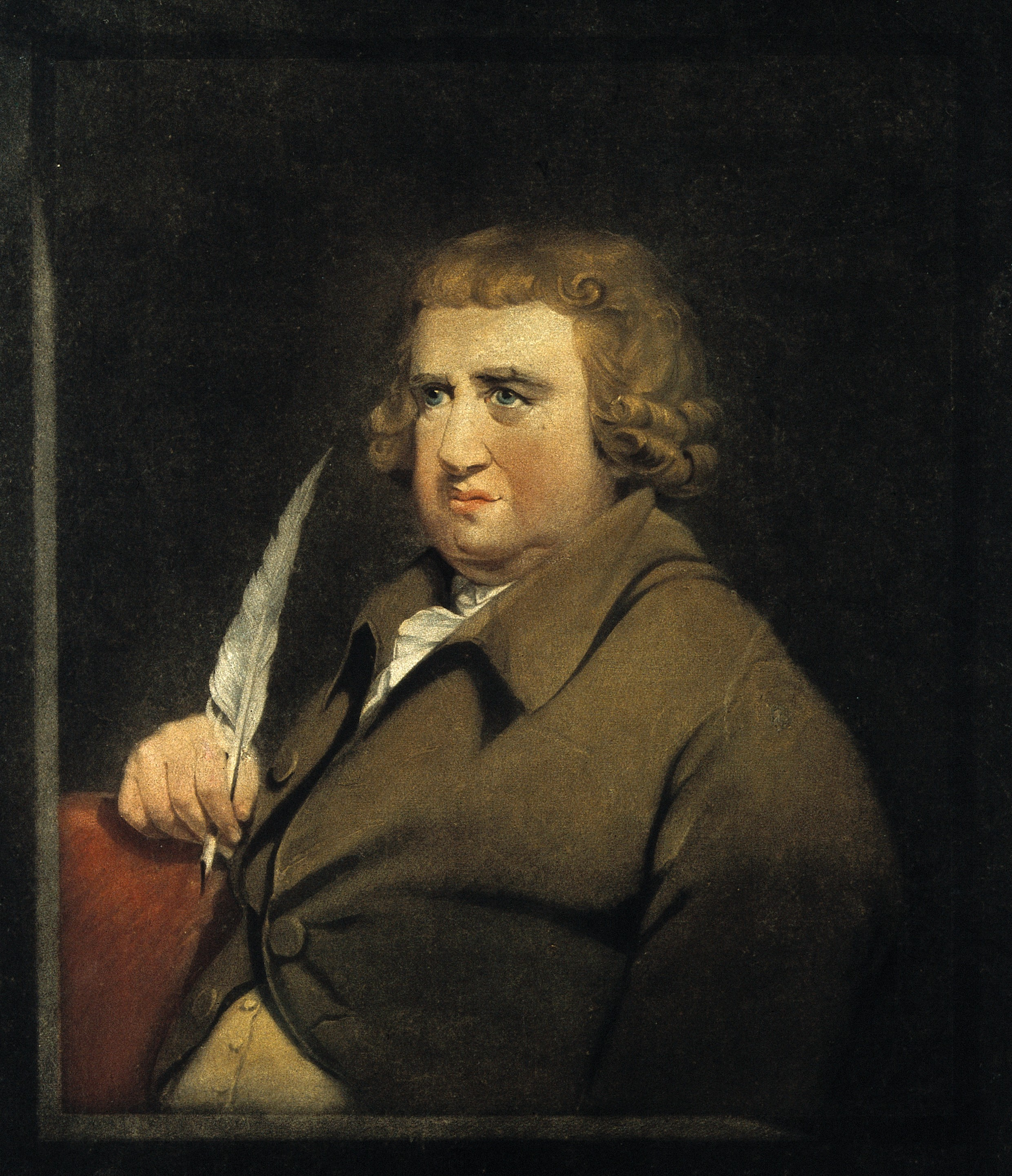
エラズマス・ダーウィン ジョセフ・ライトの原画より
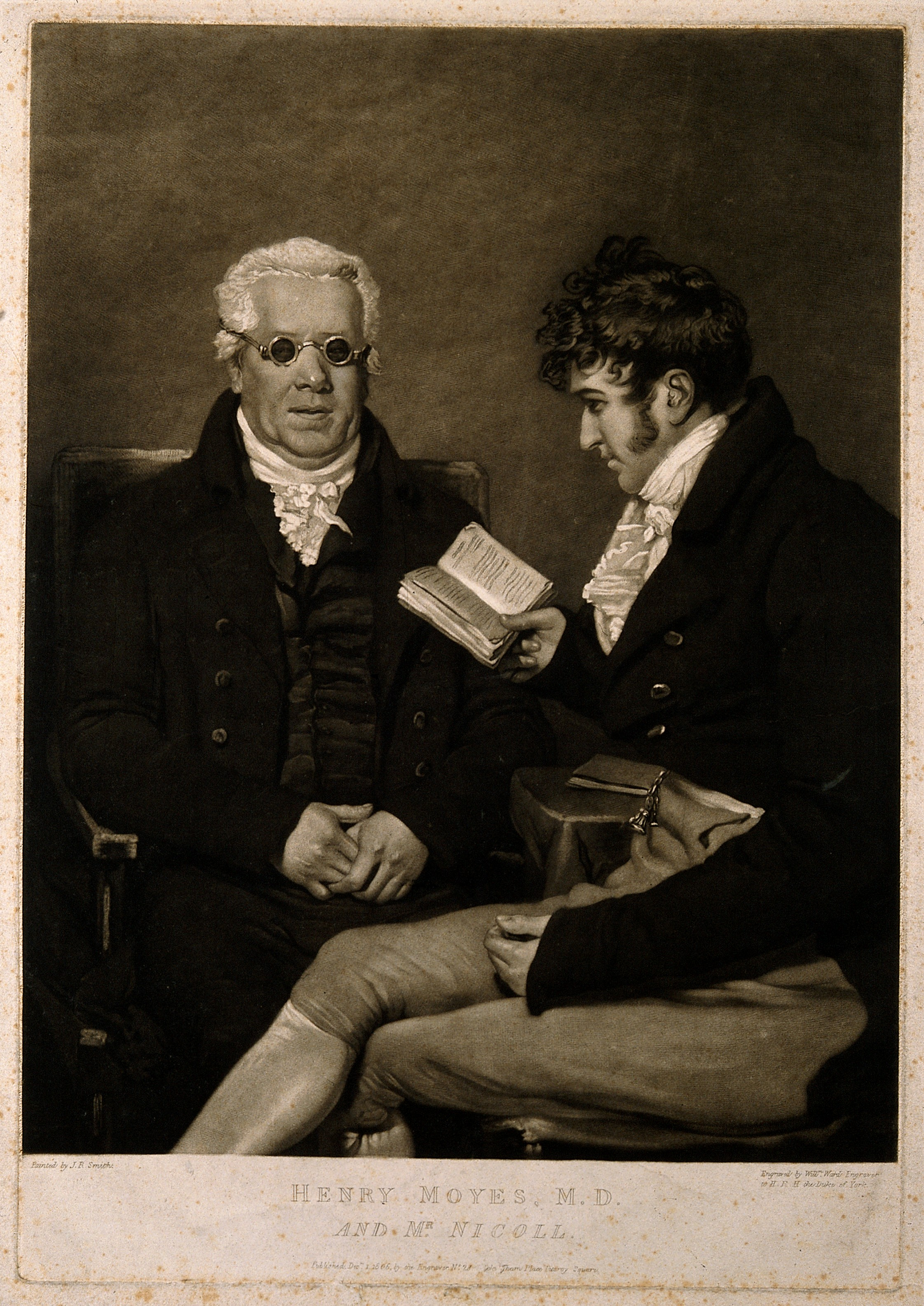
モイーズとウィリアム・ニコル

### 版画作品

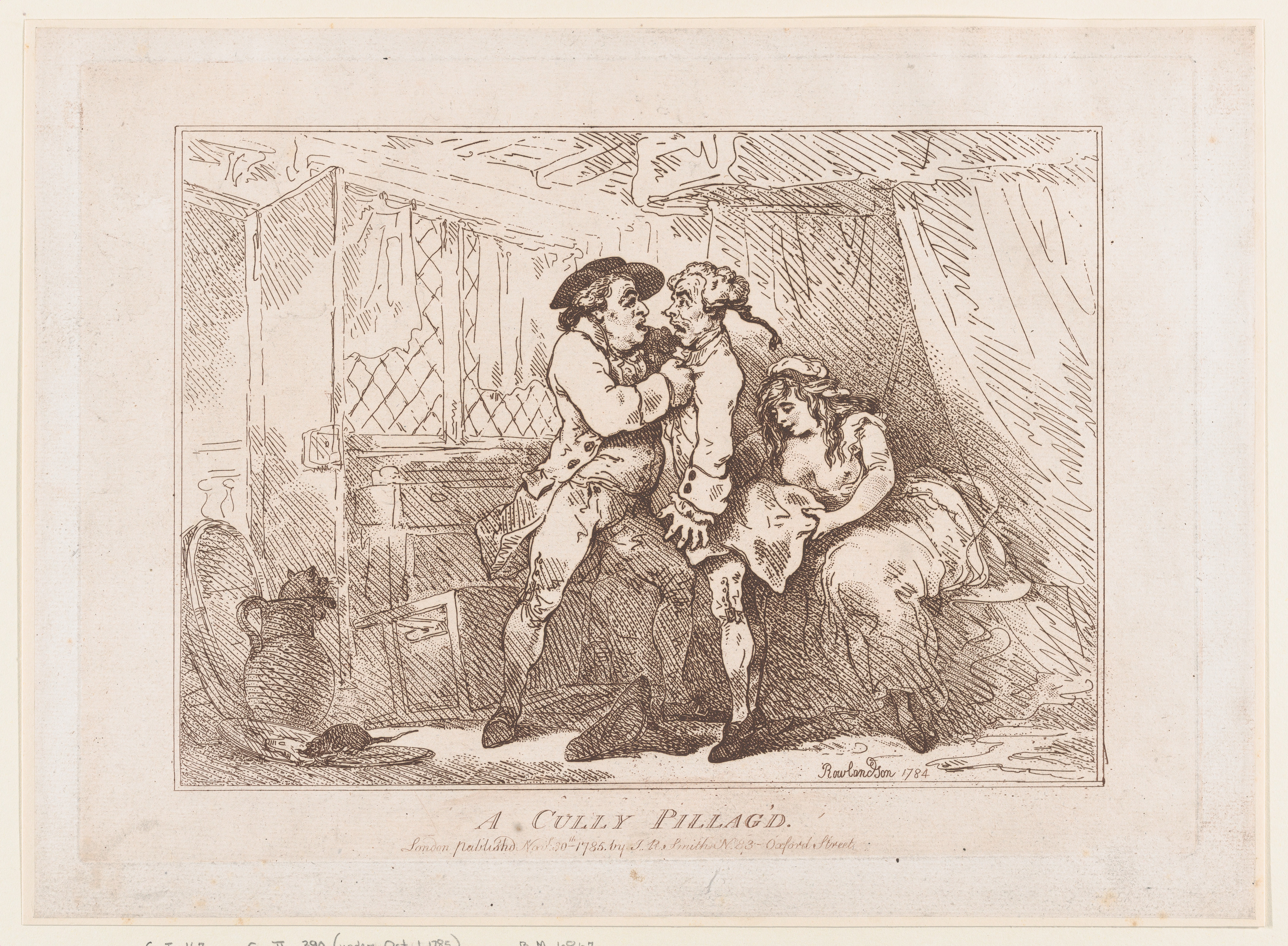
トマス・ローランドソンと合作
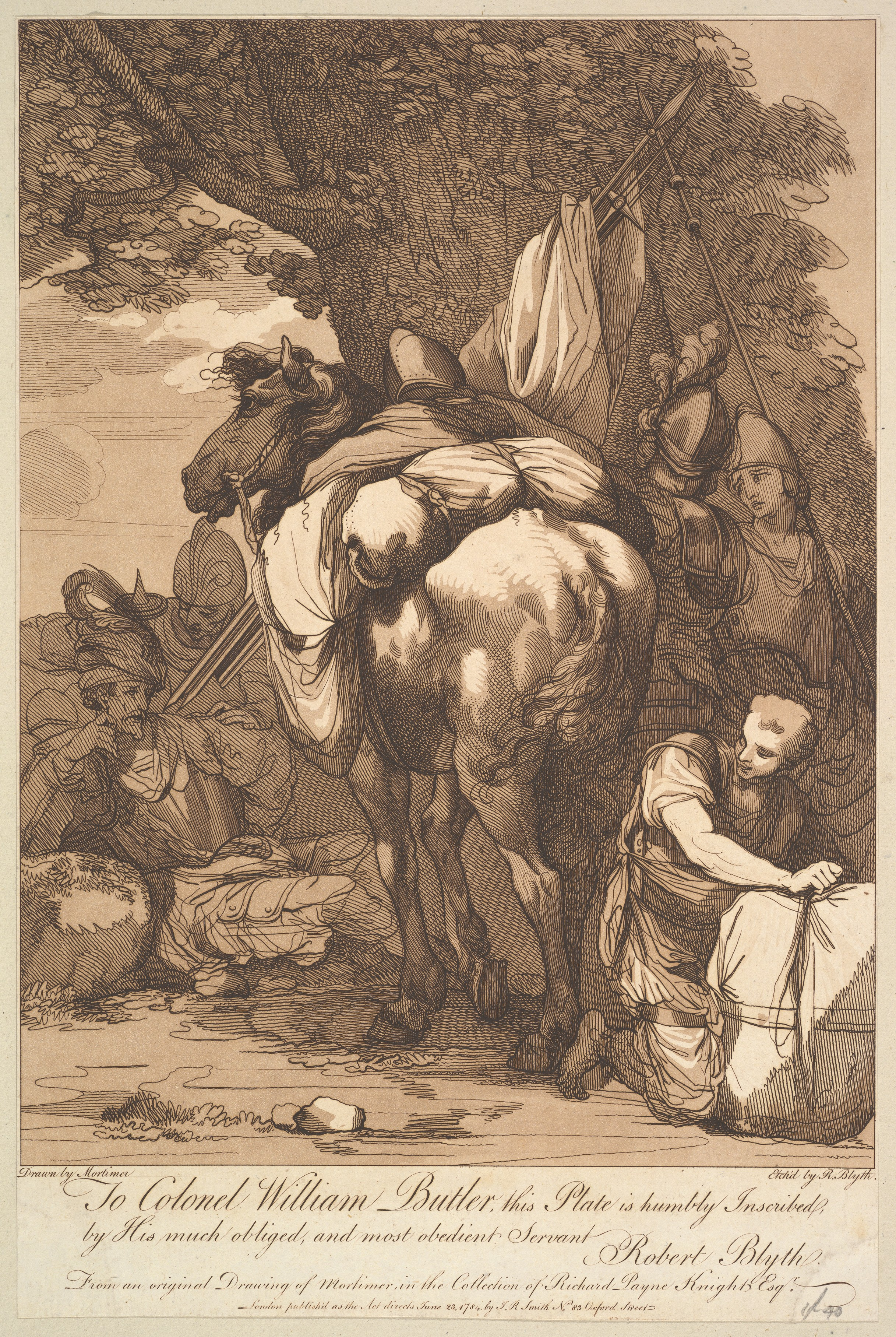
John Hamilton Mortimerと合作
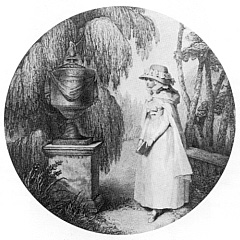
「若きウェルテルの悩み」の挿絵
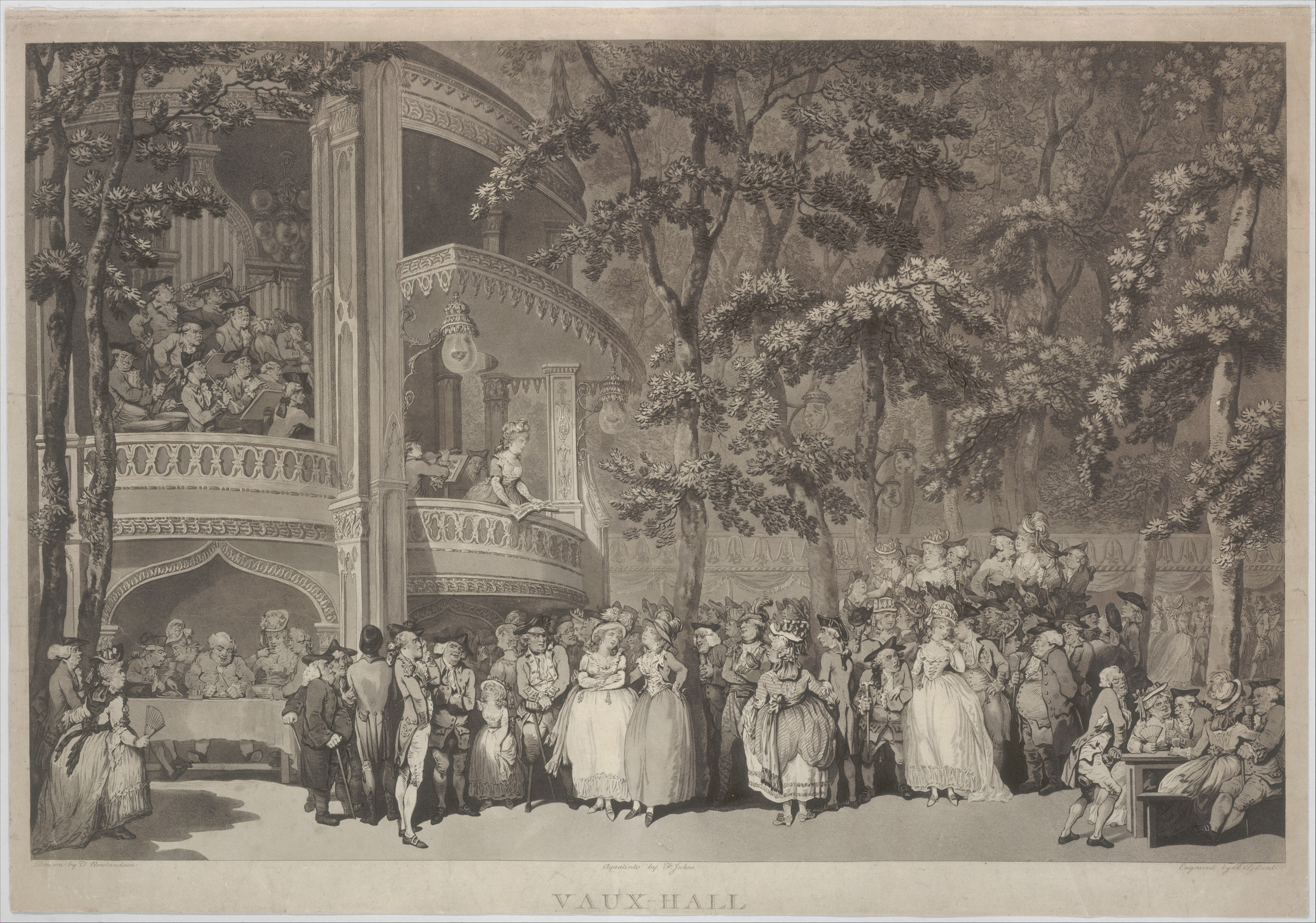
トマス・ローランドソンらと合作「ヴォクスホール・ガーデンズ」